# 女人国

女人國，陳夢雷《古今圖書集成》

女人国，中国东南的一个古国，屡见中国宋、元、明、清古籍；《元史》还有女人国进贡的记录。

## 歷史記載
关于女人国的记载，最早见宋周去非所著《岭外代答》海外诸蕃国条：“闍婆之东，东大洋海也，水势渐低，女人国在焉。愈东则尾闾之所泄，非复人世。稍东北向，则高丽、百济耳”。
宋赵汝适《诸蕃志》海上杂国：“又东南有女人国，水常东流，数年水一泛涨，或流出莲肉，长尺余，桃核长二尺，人得之，则以献于女王。昔常有舶舟，飘落其国，群女携以归，数日，无不死，有一智者，夜盗船亡命，得去，遂传其事。其国女人遇南风盛发，裸而感风，即生女也。西海亦有女国，其地五男三女，以女为国王，妇人为吏职，男子为军士。女子贵，则多有侍男，男子不得有侍女。生子从母姓。气候多寒，以射猎为业。出与大秦、天竺博易，其利数倍”。
元·周致中著《异域志》：女人国条：“其国乃纯阴之地，在东南海上，水流数年一泛，莲开长尺许，桃核长二尺。皆有舶舟飘落其国，群女携以归，无不死者。有一智者夜盗船得去，遂传其事。女人遇南风，裸形感风面生。又云与奚部小如者部抵界，其国无男，照井而生，曾有人获至中国”。
元史卷十四，“至元二十四年八月丁亥，女人国贡海人”。
明严从简《殊域周咨录》卷八爪哇国条“东古女人国，西为三佛齐”。
明《咸宾录》卷6爪哇  “其东则女人国”。
清代典籍《清一统志》卷四二四，《嘉庆志》卷560也有女人国的记载。

## 地理位置
关于女人国的地理位置，其说不一：印度尼西亚爪哇岛以东、苏拉威西岛布吉人原居地、澳大利亚北部。
根据中國的韩振华教授考证，認為元代航海家汪大渊在其著作《岛夷志略》中所記載的麻那是马来语女人国Maharani、Marani的对音，其地在澳大利亚北部达尔文港附近。不過沈福偉認為麻那里是坦桑尼亞的松戈·姆納拉島（Songo Mnara）。
廖大珂认为中国古籍中的女人国就在澳洲北部；直到19世纪，澳洲北部还保持原始社会的母系制度。